# Batalla de Ñaembé
La Batalla de Ñaembé fue un enfrentamiento armado producido el 26 de enero de 1871 entre las tropas del gobernador de Entre Ríos, el general Ricardo López Jordán, y las fuerzas conjuntas del gobernador de la provincia de Corrientes, el teniente coronel Santiago Baibiene, y el ejército nacional, al mando del entonces teniente coronel Julio Argentino Roca. Concluyó en la total derrota de las fuerzas federales, marcando el fin de la insurrección de López Jordán contra el gobierno nacional, del que juzgaba que había violentado la autonomía provincial garantizada por el federalismo de la Constitución Argentina de 1853. López Jordán se exiliaría en el Uruguay poco más tarde, de donde regresaría para emprender una nueva y fallida intentona dos años más tarde.
La batalla tuvo lugar en el paraje de Ñaembé, donde se levanta el actual pueblo de Colonia Carolina, en las inmediaciones de Goya. López Jordán había avanzado sobre territorio correntino luego de seis meses de hostilidades en los que había tomado y defendido la mayoría de las ciudades entrerrianas contra el ejército nacional, dirigido primero por el general Emilio Mitre y luego por Juan Andrés Gelly y Obes. La necesidad de mantener un triple frente con tropa escasa lo había llevado a intentar intervenir el territorio correntino, colocando a su frente al exgobernador correntino Evaristo López, más afín a su posición que Baibiene, alineado con el gobierno del presidente Domingo Faustino Sarmiento, y que tres años antes había contribuido al derrocamiento de López. Contaba a ese efecto con unos 6.000 jinetes, 1.000 infantes y una docena de piezas de artillería.
La milicia correntina, compuesta por 7 batallones de infantería y 6 cañones, recibió oportunamente el refuerzo del Regimiento VII de Infantería, comandado por Roca, que regresaba del frente de la Guerra del Paraguay, y se apostó en posición favorable. A primera hora de la mañana López Jordán intentó una carga contra los cañones Krupp de carga posterior adquiridos de Alemania; la carga de lanza avanzó sobre la infantería, pero el fuego enemigo y la carga de la caballería correntina al mando del coronel Manuel de Jesús Calvo deshicieron su avance y lo obligaron a retroceder hasta más allá del río Corriente, abandonando la artillería y perdiendo 1.150 hombres entre muertos, heridos y prisioneros. 
Poco más de un mes más tarde, batidos sus lugartenientes en Gená y Punta del Monte, se exiliará en el Uruguay a sumarse al bando de Timoteo Aparicio, y luego al Brasil. Entre sus compañeros estaba el escritor José Hernández, futuro autor del Martín Fierro.